# Barranc de Fonteté
El Barranc de Fonteté és un barranc del terme de Castell de Mur, dins de l'antic terme de Guàrdia de Tremp, al Pallars Jussà.
El forma el barranc de Mur al cap de poc d'entrar en terres de l'antic terme de Guàrdia de Tremp, sota i al sud del Castell de Guàrdia i al nord de la vila de Guàrdia de Noguera. Des d'allí va baixant cap a llevant, per abocar-se en la Noguera Pallaresa als Pedregals.